# Slowakische Badmintonmeisterschaft 2000
Die Slowakische Badmintonmeisterschaft 2000 war die achte Auflage der Titelkämpfe im Badminton in der Slowakei. Sie fand vom 1. bis zum 2. April 2000 in Košice statt. 

## Medaillengewinner
| Disziplin    | Gold                                                                     | Silber                                                      | Bronze                                                                |
| ------------ | ------------------------------------------------------------------------ | ----------------------------------------------------------- | --------------------------------------------------------------------- |
| Herreneinzel | Marián Šulko (Spoje Bratislava)                                          | Róbert Eliaš (BC Prešov)                                    | Pavel Mečár (Slávia ŽU Žilina)                                        |
| Herreneinzel | Marián Šulko (Spoje Bratislava)                                          | Róbert Eliaš (BC Prešov)                                    | Ladislav Tomčko (BK ATU Košice)                                       |
| Dameneinzel  | Gabriela Zabavníková (Lokomotíva Košice)                                 | Kvetoslava Orlovská (BC Prešov)                             | Barbora Bobrovská (BK ATU Košice)                                     |
| Dameneinzel  | Gabriela Zabavníková (Lokomotíva Košice)                                 | Kvetoslava Orlovská (BC Prešov)                             | Zuzana Kenížová (Spoje Bratislava)                                    |
| Herrendoppel | Pavel Mečár (Slávia ŽU Žilina) Marián Šulko (Spoje Bratislava)           | Martin Klčo (CEVA Trenčín) Ivan Piovarči (CEVA Trenčín)     | Martin Balko (Lokomotíva Košice) Bohumil Kašela (ATU Košice)          |
| Herrendoppel | Pavel Mečár (Slávia ŽU Žilina) Marián Šulko (Spoje Bratislava)           | Martin Klčo (CEVA Trenčín) Ivan Piovarči (CEVA Trenčín)     | Juraj Brestovský (ŠK Benni Nitra) Adam Brestovský (ŠK Benni Nitra)    |
| Damendoppel  | Kvetoslava Orlovská (BC Prešov) Gabriela Zabavníková (Lokomotíva Košice) | Barbora Bobrovská (ATU Košice) Eva Sládeková (CEVA Trenčín) | Mária Balková (Lokomotíva Košice) Erika Medveďová (Lokomotíva Košice) |
| Damendoppel  | Kvetoslava Orlovská (BC Prešov) Gabriela Zabavníková (Lokomotíva Košice) | Barbora Bobrovská (ATU Košice) Eva Sládeková (CEVA Trenčín) | Katarína Koščová (Spoje Bratislava) Ivana Mračnová (Spoje Bratislava) |
| Mixed        | Pavel Mečár (Slávia ŽU Žilina) Barbora Bobrovská (ATU Košice)            | Michal Matejka (CEVA Trenčín) Eva Sládeková (CEVA Trenčín)  | Ivan Piovarči (CEVA Trenčín) Adriana Šidlová (CEVA Trenčín)           |
| Mixed        | Pavel Mečár (Slávia ŽU Žilina) Barbora Bobrovská (ATU Košice)            | Michal Matejka (CEVA Trenčín) Eva Sládeková (CEVA Trenčín)  | Ján Fiľ (Lokomotíva Košice) Júlia Turzáková (Lokomotíva Košice)       |